# Mioacris brevifolia
Mioacris brevifolia är en insektsart som först beskrevs av Wilhem de Haan 1842.  Mioacris brevifolia ingår i släktet Mioacris och familjen vårtbitare. Inga underarter finns listade i Catalogue of Life.